# 숭덕여자고등학교
숭덕여자고등학교는 대한민국 인천광역시 남동구 만수동에 있는 사립 고등학교이다.

## 학교 연혁
- 1966년 11월 19일 : 학교법인 숭덕학원 인가
- 1985년 12월 31일 : 숭덕여자고등학교 설립인가 (각학급 5학급)
- 1985년 12월 31일 : 설립자 홍석련 초대 이사장 취임
- 1986년 3월 3일 : 초대 교장 윤두표 장로 취임
- 1988년 2월 24일 : 교실 1,499m2 증축
- 1989년 2월 10일 : 제1회 졸업 (289명)
- 1989년 4월 1일 : 교실 285m2 증축
- 1992년 11월 24일 : 교실 314m2 증축
- 1999년 8월 26일 : 제5대 교장 홍배식 장로 취임
- 2003년 5월 30일 : Vision Center 및 특별교실 준공식
- 2005년 3월 25일 : 전자도서관(푸른초장) 완공
- 2007년 3월 : 실내체육관 (덕흥관) 완공
- 2007년 8월 1일 : 숭덕학원 (예뜨란) 완공
- 2022년 3월 1일 : 제7대 교장 유민섭 권사 취임
- 2025년 2월 4일 : 제37회 졸업(268명, 졸업생수 15,819명)

## 참고 자료
- 숭덕여자고등학교 - 한국교육학술정보원 학교알리미